# El Oso
El Oso – gmina w Hiszpanii, w prowincji Ávila, w Kastylii i León, o powierzchni 18,49 km². W 2011 roku gmina liczyła 210 mieszkańców.